# Olga Jensch-Jordan
Olga Jensch-Jordan, nata Olga Jordan (Norimberga, 13 marzo 1913 – Berlino, 22 febbraio 2000) è stata una tuffatrice tedesca, specializzata nel trampolino 3 metri.

## Biografia
Ha rappresentato la Germania a due edizioni consecutive dei Giochi olimpici estivi: a Los Angeles 1932 è giunta quarta nel trampolino, a Berlino 1936 è giunta quinta nel trampolino.
E' suocera del tuffatore tedesco Hans-Dieter Pophal.